# Udo B. Brack
Udo B. Brack (* 12. August 1941 in München; † 29. September 2002 in Berlin) war ein deutscher Klinischer Psychologe. 

## Werdegang
NachSchulbesuch im Allgäu begann Brack ein Studium der Physik in Wien, wechselte nach dem Vordiplom jedoch zur Psychologie und schloss 1969 mit dem Diplom an der Ludwig-Maximilians-Universität München ab. 
In den ersten zweieinhalb Jahrzehnten seines Berufslebens arbeitete Brack am Kinderzentrum München, viele Jahre als Leiter der psychologischen Abteilung. Seine 1976 an der Münchner Universität eingereichte Dissertation hatte den Spracherwerb zum Thema. Ebenfalls in München habilitierte er sich 1991. Zwei Jahre später nahm Brack einen Ruf auf die Professur für psychologische Interventionsmethoden am neu eingerichteten Institut für Rehabilitationswissenschaften der Humboldt-Universität zu Berlin an, die er bis zu seinem Tod innehatte. Am Institut richtete er eine aus ganz Deutschland besuchte Kinderambulanz ein.

## Wissenschaftliche Ausrichtung
Brack war der lerntheoretisch fundierten Verhaltenstherapie verpflichtet. Er trat dafür ein, dass alle eingesetzten diagnostischen Methoden und Interventionsverfahren konzeptionell klar fundiert und bezüglich Validität und Wirksamkeit in allen Teilen wissenschaftlich überprüft zu sein hatten.
Die langjährige Arbeit im interdisziplinären Team am Kinderzentrum prädestinierte ihn für die interdisziplinär eingebundene Professur in Berlin. Die Professur war nach besonderer Berücksichtigung schwerster Behinderungen und Mehrfachbehinderungen ausgerichtet, Bracks wissenschaftliches Werk deckt jedoch ein sehr breites Spektrum unterschiedlicher Behinderungen unter Einschluss auch leichterer Entwicklungsstörungen ab. 

## Schriften
Neben zahlreichen Aufsätzen veröffentlichte Brack auch Bücher.
- Spracherwerb und Imitationslernen. Beltz, Weinheim 1977, ISBN 3-407-58015-0 (Dissertation)
- Frühdiagnostik und Frühtherapie – psychologische Behandlung von entwicklungs- und verhaltensgestörten Kindern. Psychologie-Verlags-Union, München 1986, 1993, ISBN 3-621-27200-3 (als Herausgeber, Aufsatzsammlung)
- Überselektive Wahrnehmung bei retardierten Kindern – reduzierte Informationsverarbeitung: Klinische Befunde und Fördermöglichkeiten Hogrefe, Göttingen 2001, ISBN 3-8017-0719-9 (hervorgegangen aus der Habilitationsschrift)
- Verhaltenstherapie mit Kindern und Jugendlichen. Beltz, Weinheim 2001, 2008, 2011, ISBN 978-3-621-27823-2 (als Herausgeber mit Gerhard W. Lauth, Friedrich Linderkamp und Silvia Schneider; Praxishandbuch)